# Chillington, Devon
Chillington är en by i Devon i England. Byn ligger 51,3 km från Exeter. Orten har 1 015 invånare (2015). Byn nämndes i Domedagsboken (Domesday Book) år 1086, och kallades då Cedelintone/Cedelintona.